# David Shulkin
David Jonathon Shulkin, né le 22 juin 1959 à Fort Sheridan, est un médecin et homme politique américain. Il est secrétaire aux Anciens combattants de février 2017 à mars 2018 dans l'administration du président Donald Trump.

## Biographie
Diplômé en médecine du Medical College of Pennsylvania, il effectue son internat à la faculté de médecine de Yale avant de devenir résident du centre médical presbytérien de l'université de Pittsburgh.
Il est directeur du Beth Israel Medical Center de New York de 2005 à 2009 puis du Morristown Medical Center, dans le New Jersey, de 2010 à 2015.
Il est choisi par le président Barack Obama pour devenir sous-secrétaire aux Anciens combattants chargé de la santé. Le Sénat américain approuve sa nomination à l'unanimité en juin 2015. Il prend la tête d'une administration qui dirige plus de 1 700 cliniques et hôpitaux après un scandale de fausses listes d'attente pour des entretiens médicaux.
Le 11 janvier 2017, le président élu Donald Trump le nomme comme secrétaire aux Anciens combattants des États-Unis. Il est le premier non-vétéran désigné à ce poste. Sa nomination est confirmée à l'unanimité par le Sénat le 13 février.
Donald Trump annonce son remplacement à ce poste par l'amiral Ronny Jackson le 28 mars 2018. Ronny Jackson retire cependant sa candidature le 26 avril suivant. Le président nomme Robert Wilkie, sous-secrétaire et secrétaire par intérim, au poste le 18 mai 2018.